# District de Linwei
Le district de Linwei (临渭区 ; pinyin : Línwèi Qū) est une subdivision administrative de la province du Shaanxi en Chine. Il est placé sous la juridiction de la ville-préfecture de Weinan.